# Leyes Jim Crow

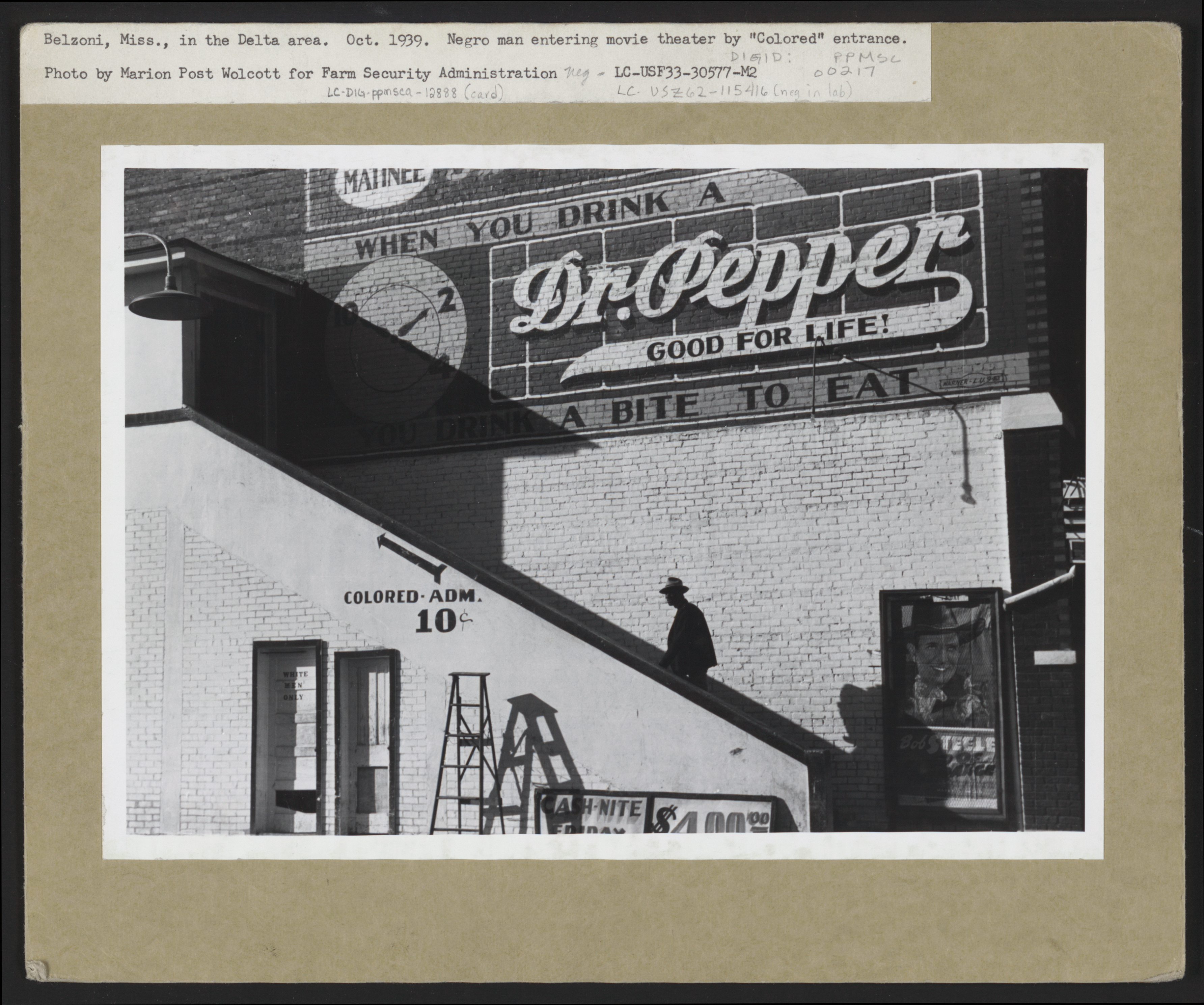
Entrada para negros en un cine de Belzoni, Misisipi, en 1939.

Las leyes Jim Crow fueron unas leyes estatales y locales en los Estados Unidos, promulgadas  a fines del siglo XIX, por las legislaturas estatales sureñas, las cuales eran dominadas por los demócratas después del período de Reconstrucción entre 1876 y 1965. Estas leyes propugnaban la segregación racial en todas las instalaciones públicas por mandato de iure bajo el lema «separados pero iguales» y se aplicaban a los afroestadounidenses y a otros grupos étnicos no blancos en los referidos estados de los Estados Unidos. En realidad, esto llevó a que el tratamiento y los alojamientos fueran por lo general inferiores a aquellos asegurados para los blancos estadounidenses, sistematizando un número de desventajas económicas, educativas y sociales. La segregación de iure se aplicó principalmente en el Sur de los Estados Unidos. Por otra parte, en el norte, la segregación fue por lo general de facto predominantemente hacia los negros que vivían en guetos urbanos.
Algunos ejemplos de las leyes Jim Crow fueron la segregación en las escuelas públicas, los lugares públicos, el transporte público y la segregación de baños y restaurantes; también existían fuentes de agua potable para los blancos y para los negros. El Ejército Estadounidense también fue segregado. Las leyes Jim Crow fueron derivadas de los códigos negros (1800-1866), que también habían limitado los derechos civiles y las libertades civiles de los afroestadounidenses. La segregación escolar apoyada por el Estado fue declarada inconstitucional por la Corte Suprema en 1954 con base en el caso de Brown v. Board of Education. En general, el resto de las leyes Jim Crow se anularon por la Ley de Derechos Civiles de 1964 y la Ley de derecho de voto de 1965.

## Etimología

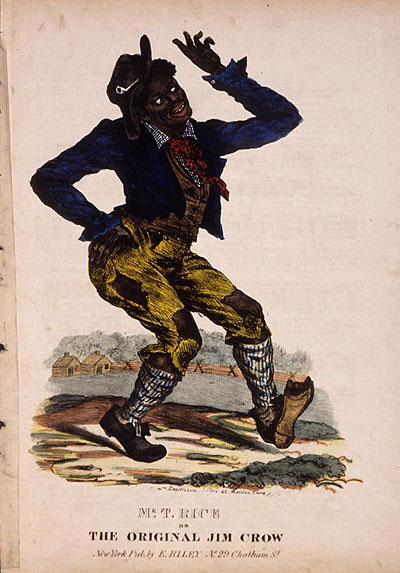
"Jim Crow", una invención de Thomas Rice.

La frase "Ley de Jim Crow" apareció por primera vez en el Diccionario de Inglés Americano en 1904, aunque hay pruebas de que fue usada anteriormente. El origen de la frase "Jim Crow" a menudo se ha atribuido al número de espectáculo musical caricaturesco "Jump Jim Crow", que era interpretado por el actor blanco Thomas Dartmouth Rice, pintando su cara de negro, lo que hacía referencia a un afroestadounidense. El espectáculo se estrenó por primera vez en 1832 y se utilizó para satirizar las políticas populistas del entonces presidente Andrew Jackson. Como resultado de la fama del personaje de Rice, ya en 1838 "Jim Crow" se había convertido en una expresión peyorativa que significaba «afroestadounidense» (African American), y de a poco las leyes de segregación racial comenzaron a ser conocidas como las "leyes Jim Crow".

## Orígenes de las leyes Jim Crow
Durante el período de la Reconstrucción de 1867 a 1877, hubo una ley federal que proporcionó protección de los derechos civiles en el sur para los afroestadounidenses libertos, que anteriormente habían sido esclavos. En la década de 1870, los demócratas conservadores blancos poco a poco retomaron el poder en los estados del sur, a veces como consecuencia de elecciones en las cuales grupos paramilitares intimidaban a los opositores, atacando a negros o impidiéndoles votar. Durante varios años las elecciones gubernamentales en Luisiana fueron suspendidas o cuestionadas debido a la violencia extrema desatada durante las campañas. En 1877, se hizo un compromiso nacional para ganar el apoyo del sur en las elecciones presidenciales dando como resultado  la última retirada de las tropas federales del sur y con esto los demócratas blancos recuperaron el poder en todos los estados sureños. El gobierno demócrata conservador blanco o Redeemers que vino después de la retirada del ejército, legislaría las leyes Jim Crow segregando a los negros de la población blanca del estado.
Algunos negros continuaron siendo elegidos para cargos locales en la década de 1880, pero posteriormente, los demócratas aprobaron leyes que dificultaban el registro y la participación en las elecciones por lo que la mayor parte de los negros y los blancos pobres dejaron de participar en los comicios. Partiendo de Misisipi en 1890 y hasta 1910 los antiguos estados confederados aprobaron nuevas constituciones o enmiendas que con eficacia privaron del derecho al sufragio a la mayor parte de negros y a decenas de miles de blancos pobres a través de una combinación de impuestos que debían pagarse para votar, pruebas de alfabetización y de comprensión de textos escritos para ejercer el voto, junto a los requisitos de residencia y la inscripción en el registro. Era evidente que una minoría étnica caracterizada por la pobreza, el escaso acceso a la educación y sin medios de probar con documentos su residencia en un lugar determinado resultaba la principal víctima de esas normas.
Otra innovación fue la denominada cláusula del abuelo, por la cual se liberaba de las pruebas de alfabetización y residencia a quienes tuvieran abuelos con derecho a voto antes de 1861 (fecha de inicio de la Guerra de Secesión), algo que permitió temporalmente a algunos blancos analfabetos seguir votando, pero implicaba una discriminación expresa hacia la población negra (que obviamente no podía tener abuelos votantes antes de 1861 al ser esclavos). Esto causó que en total, como resultado de estas leyes, el número de votantes en el sur disminuyera drásticamente.
Privados de la oportunidad de votar, los negros y los blancos pobres no podían siquiera ser parte de los jurados en los tribunales locales. No podían influir en la formación de las legislaturas estatales por lo que, como era de esperar, sus intereses fueron ignorados por completo. Las legislaturas de la época de la Reconstrucción habían fundado muchas escuelas públicas, pero las de los negros eran financiadas de forma deficiente, incluso teniendo en cuenta el derrumbe de las finanzas en el sur. La disminución en el precio del algodón mantuvo la economía agrícola en un nivel muy bajo.
En algunos casos, los republicanos progresistas intentaron reducir el fraude electoral perpetrado en contra de los negros y los analfabetos blancos pobres. Si bien la separación de los afroestadounidenses del resto de la población fue legalizada y formalizada durante la era del progreso (entre 1890 y 1920), también comenzó a convertirse en un hábito, incluso en aquellos casos en que leyes Jim Crow no prohibían expresamente la participación de los afroestadounidenses en, por ejemplo, los deportes, las actividades recreativas o en las funciones religiosas, dado que las leyes habían creado una cultura segregada.
En el contexto de las leyes Jim Crow, las elecciones presidenciales de 1912 tuvieron una fuerte inclinación en contra de los intereses de los afroestadounidenses. En ese momento la mayoría de los negros aún vivían en el sur, donde de hecho se les privaba de su derecho a votar, y por lo tanto no podían ejercerlo. Aunque los impuestos al voto y los requisitos de alfabetización mantuvieron alejados a muchos votantes, estos diversos requisitos con frecuencia tenían lagunas que permitían a algunos blancos no pagar los impuestos o no tomar los exámenes de lectura. Por ejemplo, en Oklahoma, cualquier persona calificada para votar antes de 1866, o que tenía un pariente con derecho a voto antes de esa fecha, estaba exento de los requisitos de lectura, por supuesto que los únicos que podían votar antes de 1866 eran los blancos, que efectivamente fueron excluidos de las pruebas de alfabetización, mientras que los negros fueron excluidos por la ley.
El nuevo presidente Woodrow Wilson , un demócrata del sur y el primer presidente nacido en el sur de la posguerra, nombró a sureños como miembros de su gabinete y rápidamente algunos de ellos comenzaron a presionar para segregar en los lugares de trabajo, a pesar de que los cargos federales en Washington D. C. habían sido integrados después de la Guerra Civil. Por ejemplo, en 1913 al Secretario del Tesoro William Gibbs McAdoo, quien fue designado por el presidente, se le oyó expresar su consternación porque había mujeres blancas y negras trabajando juntas en un cargo gubernamental: "Estoy seguro de que esto debe ir contra de la voluntad de las mujeres blancas. ¿Hay allí alguna razón por la que las mujeres blancas no deban tener sólo a mujeres blancas que trabajen por ellas en las máquinas?"
Wilson introdujo la segregación en los cargos federales, a pesar de las protestas de muchos, también designó a políticos segregacionistas del sur, debido a su creencia firme en que la segregación racial era de interés tanto para los estadounidenses blancos como para los negros.

## Primeros intentos de abolición del régimen de Jim Crow

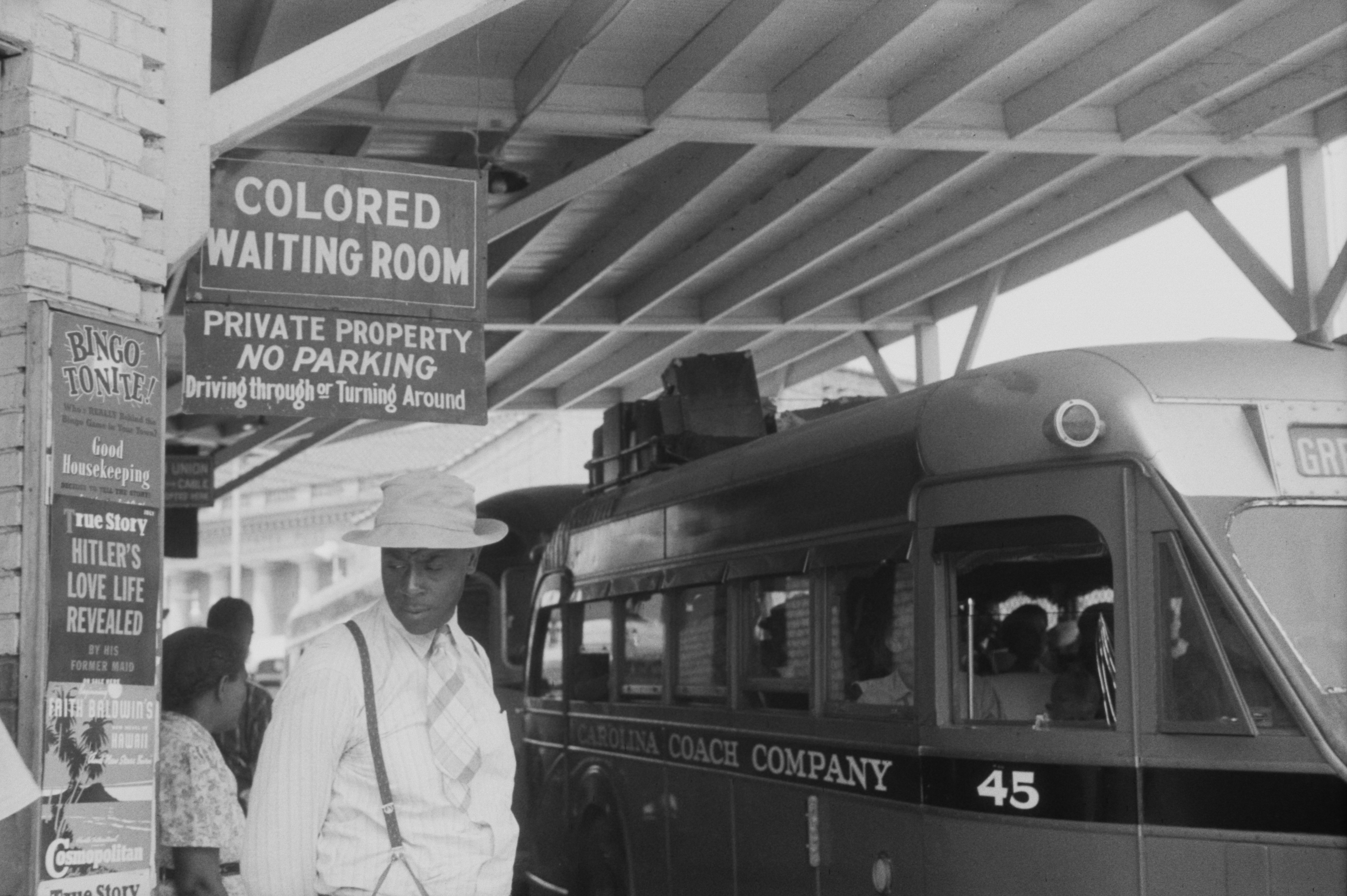
Una estación de ómnibus en Durham, Carolina del Norte, en mayo de 1940.

La Ley de Derechos Civiles de 1875, presentada por Charles Sumner y Benjamin F. Butler, establecía la garantía de que todos, independientemente de su raza, color o condición previa de servidumbre, tenían derecho al mismo trato en los servicios públicos, tales como hoteles, transporte público, teatros, y otros lugares de recreo. Esta ley tuvo poco impacto en la sociedad estadounidense del siglo XIX.
Al poco tiempo de promulgada, la Corte Suprema de los Estados Unidos dictaminó que la ley era inconstitucional en varios aspectos, argumentando que el Congreso no poseía el control sobre las personas o empresas privadas. Con los representantes demócratas blancos del sur unidos en un sólido bloque dentro del Congreso, y teniendo éstos un exagerado poder dentro de este, el Congreso no aprobó otra ley de derechos civiles hasta 1957.
En 1890, Luisiana aprobó una ley que exigía la creación de vagones separados para negros y blancos en los ferrocarriles. La ley de Luisiana hizo énfasis en la diferenciación entre el "blanco", "negro" y "de color" (refiriéndose a las personas de ascendencia mixta). La ley especificó que los negros no podían mezclarse con la gente blanca, pero la gente "de color" pudo viajar en los mismos vagones que los blancos hasta 1890. Un grupo de ciudadanos negros, blancos y mestizos de Nueva Orleans formaron una asociación cuyo objetivo era la derogación de la ley. El grupo convenció a Homer Plessy, que era solamente un octavo "negro" y de tez clara, para desafiarla.
En 1892, Plessy compró un boleto de primera clase de la compañía Ferroviaria Oriental de Luisiana en una estación de Nueva Orleans. Habiendo abordado el tren, informó de su linaje racial a los conductores del mismo y tomó asiento en el vagón exclusivo para blancos. Se le ordenó abandonar su asiento y dirigirse al vagón para mestizos. Plessy se negó y fue inmediatamente arrestado. El Comité de Ciudadanos de Nueva Orleans llevó el caso hasta la Corte Suprema de los Estados Unidos. Dicho Comité perdió el caso Plessy contra Ferguson en 1896. La Corte Suprema declaró que las políticas de "separados pero iguales" eran constitucionales. El litigio contribuyó a 58 años más de discriminación legal contra las personas negras y mestizas en los Estados Unidos.

## La defensa del régimen de Jim Crow

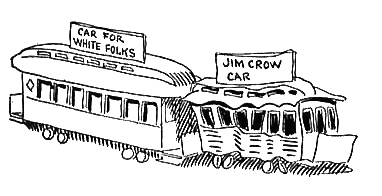
Caricatura de 1904 de los vagones de ferrocarril para "Blancos" y los de "Jim Crow" hecha por John T. McCutcheon. A pesar del pretexto legal de que con las leyes Jim Crow las razas estarían "separadas pero iguales" conforme a la ley, la realidad era que los "no blancos" tenían instalaciones inferiores y un tratamiento denigratorio ampliamente aceptado.

Además de los problemas que encontraron para aprender y ejercer nuevos oficios, los afroestadounidenses tuvieron que enfrentarse al resentimiento de la población blanca en su contra, debido a su papel en la caída de la Confederación en la Guerra Civil: "Con la supremacía blanca impugnada en todo el Sur, muchos blancos trataron de proteger su antiguo estatus con la amenaza de que los afroestadounidenses ejercieran sus nuevos derechos." Este resentimiento despertó la obsesión de los blancos sureños de EE. UU. por impedir el desarrollo económico y político de los ex esclavos. Pretendían mantenerlos deliberadamente entre las capas más pobres y deprimidas de la sociedad de modo tal que debieran subsistir mayoritariamente mediante empleos de escasa calificación y reducido salario.
Los blancos demócratas utilizaron su poder tras el Compromiso de 1877 para asegurar la exclusividad de algunos servicios en beneficio de los blancos, lograr el desarrollo económico y político separado, y restablecer el dominio social de facto sobre los negros en el sur. De hecho las leyes Jim Crow no se limitaron a cercenar derechos políticos. También buscaron dificultar al máximo el progreso económico de los "no blancos" aprovechando que esta minoría étnica sufría mayores dificultades para acceder a la educación y era la más susceptible a ser perjudicada por el desempleo.
Una justificación para la exclusión sistemática de los afroestadounidenses de la sociedad sureña fue que tal exclusión servía para "proteger" a la población negra. Un académico de comienzos del siglo XX afirmó que de haberse permitido a los niños negros estudiar con los blancos hubiera significado "someterlos constantemente a opiniones y sentimientos hostiles" lo que habría conducido a "una conciencia mórbida de la raza ". Esta ideología contribuyó al fortalecimiento del fanatismo racial en los estados sureños de los Estados Unidos. Todo esfuerzo tendiente a mejorar el estatus económico, político o social de la raza negra era considerado prácticamente un ataque al orden social existente, lo cual explica la intensidad y virulencia de la discriminación racial en el Sur.

## Durante la Segunda Guerra Mundial

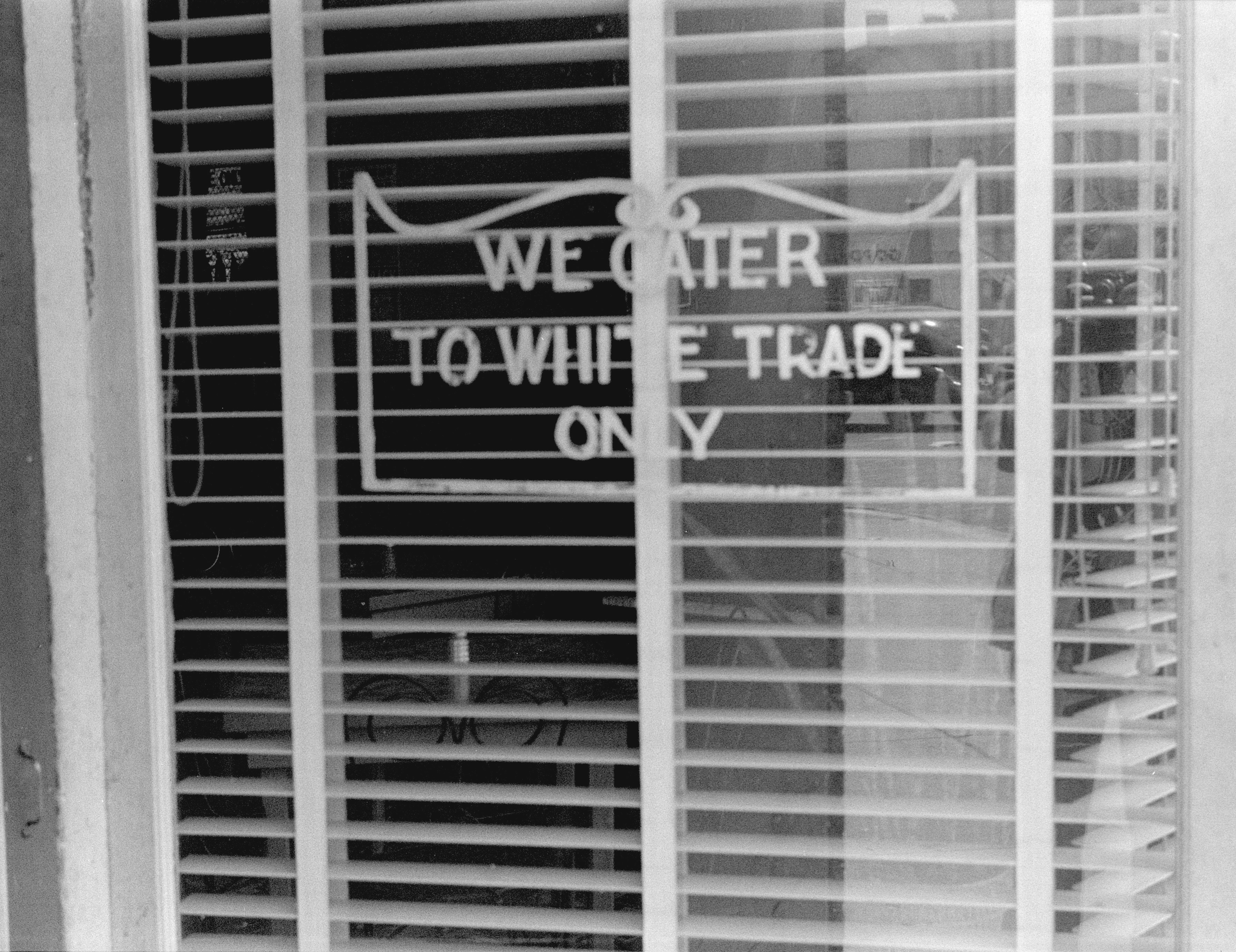
Un aviso segregativo de "sólo para blancos" en un restaurante de Lancaster, Ohio, en 1938.

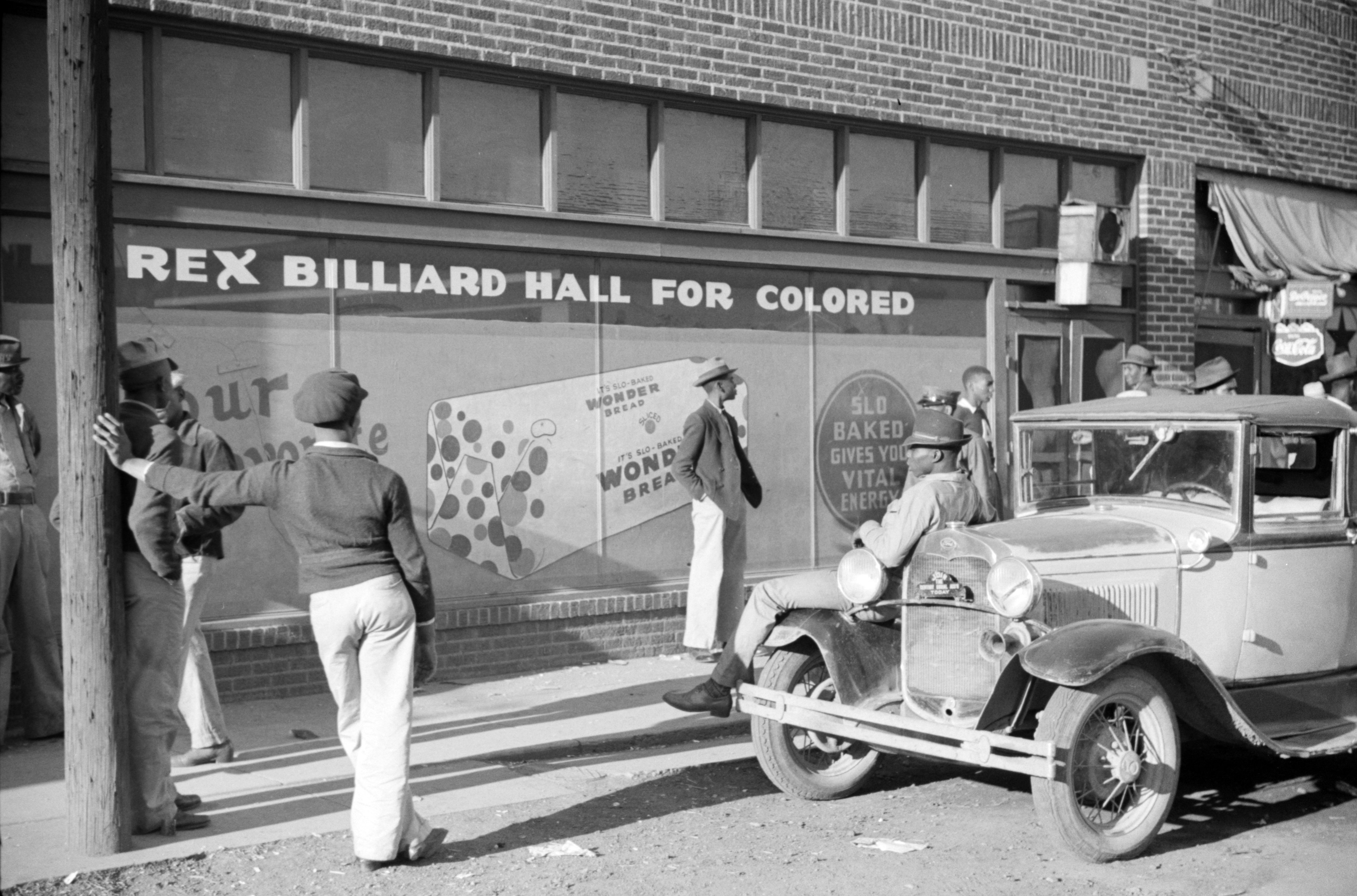
Un salón de billar para afroestadounidenses en Memphis, Tennessee, en 1939.

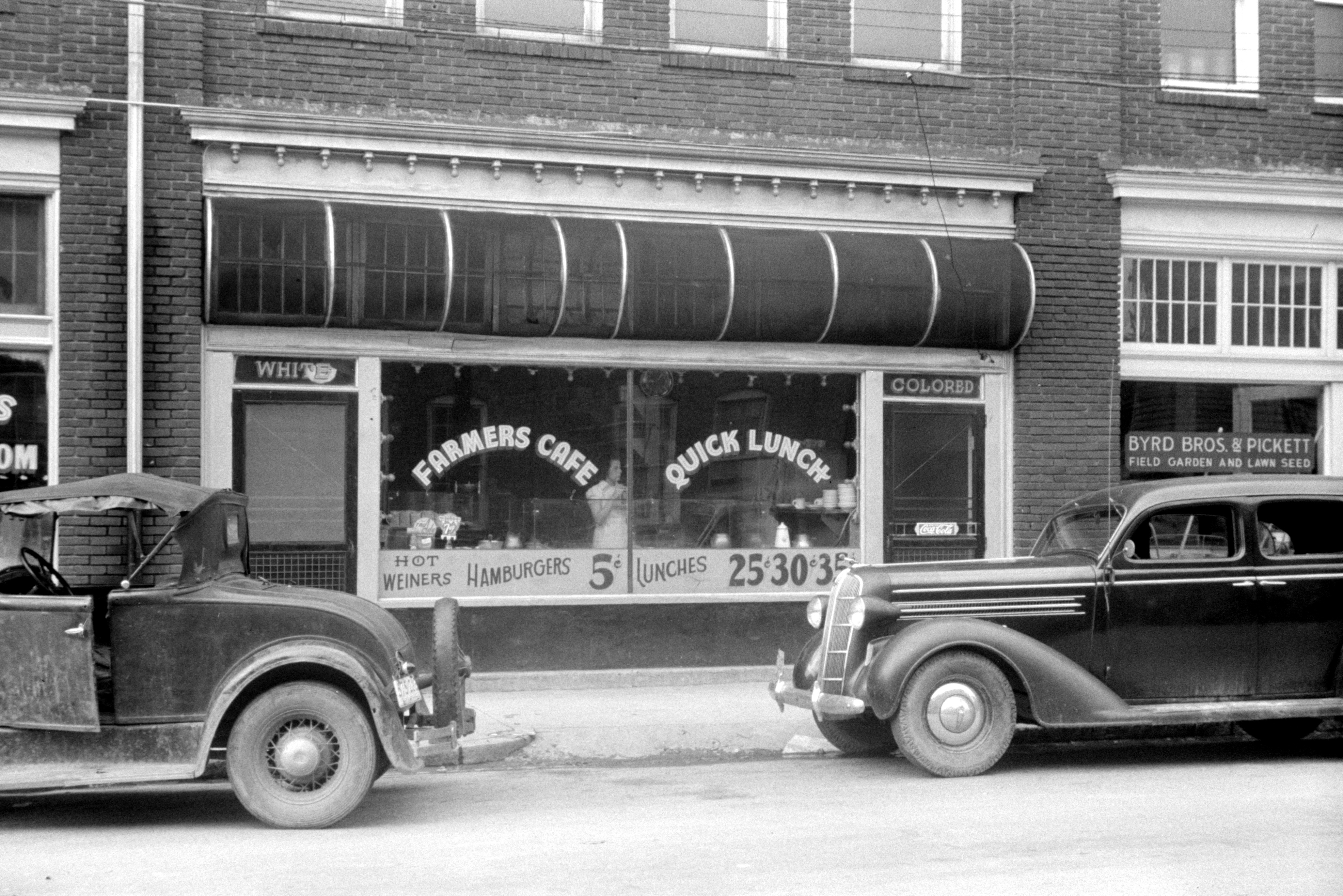
Carolina del Norte, 1940: un local tiene dos puertas de entrada, una para los "blancos" y otra para los "de color".

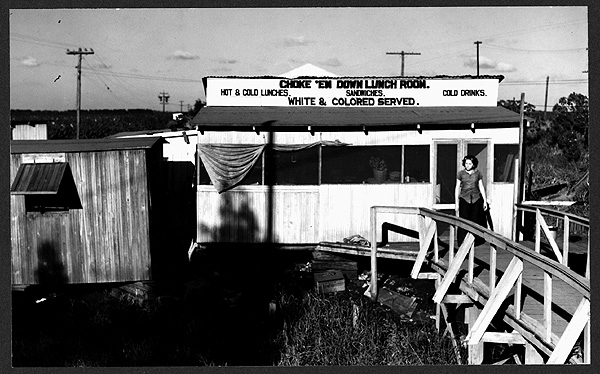
Algunos restaurantes, como The Choke 'Em Down Lunch Room en Belle Glade, Florida, recibieron a clientes blancos y negros por igual, como lo indica el anuncio en el techo en esta fotografía de enero de 1939. Cuando esto se permitió, las leyes estatales y locales a menudo requerían que los clientes "blancos" y los "de color" estuvieran sentados en secciones separadas.

Después de la Segunda Guerra Mundial, los afroestadounidenses comenzaron a desafiar con mayor frecuencia el sistema de segregación. Creían que habían ganado el derecho a ser tratados como ciudadanos de pleno derecho debido a su servicio militar y a los sacrificios de vidas durante la contienda. El movimiento de derechos civiles fue energizado por un número de sucesos, incluyendo el ataque racista en 1946 al veterano de guerra Isaac Woodard, de raza negra, mientras vestía el uniforme del ejército de los Estados Unidos. En 1948 el presidente Harry S. Truman emitió la Orden Ejecutiva 9981 que eliminaba la segregación racial en las fuerzas armadas.
A medida que el movimiento de derechos civiles estaba cobrando fuerza y utilizaba a los tribunales federales para atacar a los estatutos de Jim Crow, los gobiernos dominados por los blancos de muchos estados del sur respondieron mediante la adopción de formas alternativas de hacer cumplir la segregación.
La NAACP Legal Defense Committee (un grupo que se independizó de la NAACP) y su abogado, Thurgood Marshall, llevaron ante la Corte Suprema el histórico caso Brown v. Board of Education of Topeka. En su decisión fundamental de 1954, la Corte anuló por unanimidad la decisión adoptada en 1895 con el caso Plessy. La Corte Suprema determinó que la segregación en las escuelas públicas por mandato legal (de iure) era inconstitucional. La decisión tuvo amplias ramificaciones sociales y la segregación de iure no fue llevada a su fin hasta la década de 1970.[cita requerida] La historia ha demostrado que los problemas con la educación de los niños pobres no se limitan a la condición de ser minoría. Los estados y ciudades han seguido luchando cuerpo a cuerpo con los accesos.
Sin embargo el fallo de la Corte no interrumpió el sistema de segregación de facto basada en la residencia o en la escuela. Dicha segregación continúa hasta hoy en muchas regiones. Los sistemas escolares de algunas ciudades también han comenzado a centrarse en las cuestiones de segregación económica y de clase social en lugar de la segregación racial, ya que han visto que los problemas son más frecuentes cuando se concentran a los hijos de los pobres de cualquier grupo étnico.
El juez Frank Murphy utilizó por primera vez la palabra "racismo" en el léxico de la Corte Suprema en el caso Korematsu contra los Estados Unidos, de 1944. Dijo que por defender la reubicación forzosa de los nipo-estadounidenses durante la Segunda Guerra Mundial, la Corte se estaba hundiendo en "el repugnante abismo del racismo". Esta fue la primera vez que se utilizó la palabra "racismo" en una opinión de la Corte Suprema (Murphy la usó dos veces en una opinión concurrente en el caso Steele v. Louisville & Nashville R. Co. de 1944). Murphy utilizó el término en cinco diferentes opiniones. Después de su abandono del cargo, la palabra no fue utilizada en un dictamen de la Corte durante casi dos décadas. La palabra "racismo" reapareció en la histórica decisión de Loving v. Virginia de 1967.
La interpretación de la Constitución y su aplicación a los derechos de las minorías sigue siendo un tema controvertido tanto como los cambios de miembros en la Corte. Algunos observadores creen que la Corte se ha hecho más protectora del statu quo.

## El fin de las leyes Jim Crow

### En la Corte Suprema
En el siglo XX, la Corte Suprema comenzó a anular leyes Jim Crow por motivos constitucionales. En el caso Buchanan v. Warley de 1917, la Corte sostuvo que una ley de Kentucky no podría requerir la segregación residencial. En 1946 en el caso Irene Morgan v. Virginia dictaminó inconstitucional la segregación en el transporte público que une los diferentes estados, en cumplimiento de la llamada cláusula de comercio establecida en la Constitución. No fue hasta 1954 en el caso Brown v. Board of Education of Topeka que la Corte sostuvo que instalaciones separadas eran inherentemente desiguales en las escuelas públicas, efectivamente revirtiendo Plessy v. Ferguson y prohibiendo las medidas de Jim Crow en otras áreas de la sociedad. Este caso histórico consistió en denuncias presentadas en los estados de Delaware (Gebhart v. Belton), Carolina del Sur (Briggs v. Elliott), Virginia (Davis v. County School Board of Prince Edward County) y Washington D. C. (Spottswode Bolling v. C. Melvin Sharpe). Estas decisiones, junto con otros casos como McLaurin v. Oklahoma State Board of Regents de 1950, NAACP v. Alabama de 1958 y Boynton v. Virginia de 1960, fue desmantelado lentamente la segregación apoyada por el Estado impuesta a través de las leyes Jim Crow.
Junto con las leyes Jim Crow, por la cual el Estado obligaba la segregación de las razas, también las empresas, partidos políticos y sindicatos crearon sus propios arreglos de Jim Crow, impidiendo a los negros la compra de casas en ciertos barrios, de compra o trabajo en ciertas tiendas, de trabajar en determinados oficios, etc. La Corte Suprema prohibió algunas formas de discriminación privada en el caso Shelley v. Kraemer de 1948, en el que sostuvo que los pactos restrictivos que prohibieron la venta de viviendas a los negros, judíos o a los asiáticos eran inconstitucionales, porque representaban una discriminación apoyada por el Estado.
Sin embargo, la Corte Suprema no estaba dispuesta a atacar otras formas de discriminación privada. Razonó que los particulares no violaban la Cláusula sobre Protección Igualitaria de la Constitución cuando discriminaban, porque no eran "entidades estatales" como dicha cláusula especificaba.
En 1971, la Corte Suprema confirmó en el caso Swann v. Charlotte-Mecklenburg Board of Education la práctica de redistribuir a los estudiantes en diferentes escuelas basándose en la adhesión racial con el fin de lograr una mayor integración.

### En la sociedad
El acto de desobediencia civil de Rosa Parks en 1955, donde se negó a dar su asiento en un autobús a un hombre blanco, fue una especie de catalizador en los últimos años del movimiento por los derechos civiles. Su acción y las manifestaciones que provocó, condujeron a una serie de decisiones de la corte y legislativas que contribuyeron a debilitar el sistema Jim Crow.
El boicot de autobuses en Montgomery, liderado por el reverendo Martin Luther King, Jr., que siguió a la acción de Rosa Parks no fue sin embargo el primero de su tipo. Numerosos boicots y manifestaciones contra la segregación ocurrieron a lo largo de la década de 1930 y 1940. Estas primeras luchas habían obtenido resultados positivos en el activismo político de los negros. Por ejemplo K. Leroy Irvis de la Liga urbana de Pittsburgh, llevó a cabo en 1947 una manifestación contra la discriminación en la asignación de puestos de trabajo en los grandes almacenes de Pittsburgh, lanzando su propia e influyente carrera política.

### Fin de la segregaciónde iure
En enero de 1964, el presidente Lyndon B. Johnson se reunió con los líderes del movimiento por los derechos civiles. El 8 de enero, durante su primer discurso del Estado de la Unión, Johnson pidió al Congreso que "Para asegurarse de que este período de sesiones del Congreso sea recordado como uno que ha hecho más por los derechos civiles que las últimas cien sesiones combinadas". El 21 de junio, los activistas por los derechos civiles Michael Schwerner, Andrew Goodman y James Chaney desaparecieron en el condado de Neshoba, Misisipi. Los tres voluntarios estaban ayudando a registrarse en el censo electoral de los ciudadanos afroestadounidenses como parte del Proyecto de Verano de Misisipi (Freedom Summer). Cuarenta y cuatro días más tarde, la Oficina Federal de Investigación (FBI) recuperó sus cuerpos que habían sido enterrados en una represa de tierra. El Alguacil Adjunto del Condado de Neshoba, Cecil Price y otras 16 personas, todos miembros del Ku Klux Klan, fueron acusados de los delitos y siete fueron condenados.
Se construyó una coalición de Demócratas y republicanos del norte, el presidente Lyndon B. Johnson presionó al Congreso para que aprobara la Ley de Derechos Civiles de 1964. El 2 de julio, el presidente Johnson firmó el decreto histórico que invocó la cláusula de comercio para prohibir todo tipo de discriminación en los locales públicos (restaurantes, hoteles y tiendas de propiedad privada, y en las escuelas los lugares de trabajo privados). Este uso de la cláusula de comercio fue confirmada en el caso Heart of Atlanta Motel v. United States de 1964.
Hasta 1965 los esfuerzos organizados para romper el sistema de privación de derechos de voto por los estados tuvieron poco efecto, logrando sólo un modesto éxito global y en algunas zonas resultó casi totalmente ineficaz. El asesinato de activistas por los derechos de voto en Filadelfia y Misisipi, ganó la atención nacional, junto a otros numerosos actos de violencia y terrorismo contra el Presidente. Finalmente, el ataque gratuito de las tropas del estado contra una marcha pacífica que estaba cruzando el puente Edmund Pettus en Selma, Alabama, con destino al parlamento del estado en Montgomery el 7 de marzo de 1965, convenció al Presidente y al Congreso a superar la resistencia de los legisladores del sur para la aplicación efectiva de la ley sobre los derechos de voto. El Presidente Johnson hizo audiencias y un llamamiento para una sólida votación de la ley de derechos al voto. Poco después comenzó el proyecto de ley que se convertiría en la Ley de Derechos al Voto.
La Ley de Derecho al Voto de 1965 puso fin a las barreras creadas por los estados para restringir el derecho al voto en todas las elecciones federales, estatales y locales. También estableció una vigilancia y forma de control federal en los condados con una baja participación histórica de votantes, ya que esto era una señal de barreras discriminatorias.

## Legado

### Jurídico

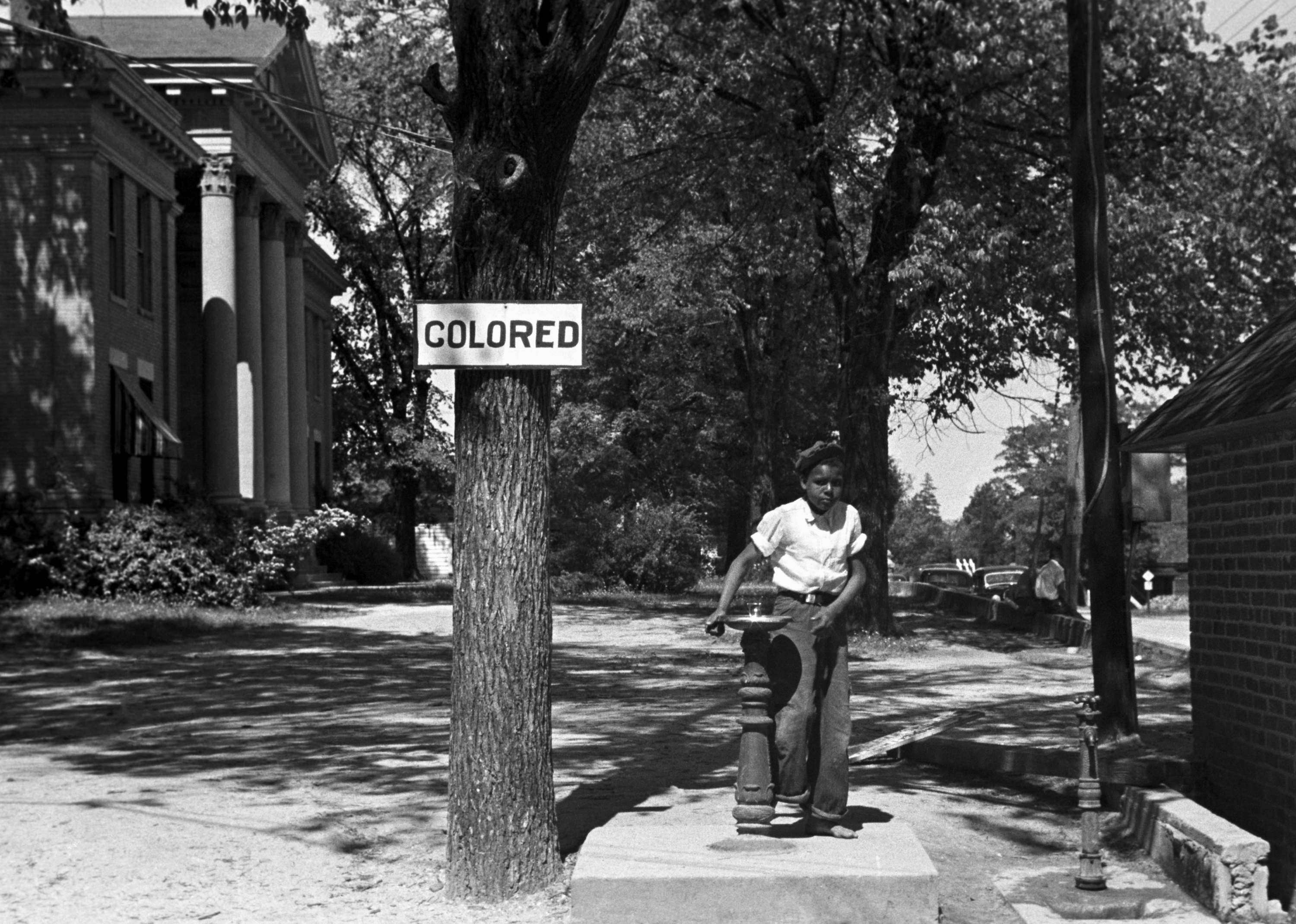
Joven afroestadounidense en un bebedero de agua reservado para negros en un jardín del Palacio de justicia en Halifax, Carolina del Norte, en 1938.

La Corte Suprema de los Estados Unidos dictaminó en los Casos de Derechos Civiles de 1883 que la Decimocuarta Enmienda no dio al gobierno federal la facultad de prohibir la discriminación en el sector privado. Se reiteró en el caso Plessy v. Ferguson de 1896 que leyes Jim Crow eran constitucionales, siempre y cuando las instalaciones fueran "separadas pero iguales". En los años que siguieron, la Corte hizo su requisito "separados pero iguales" que era una frase hueca para defender las leyes discriminatorias ante la evidencia de profundas desigualdades en la práctica.

### Político
Las leyes Jim Crow eran un producto del Sólido Sur demócrata. El Partido  Demócrata, en los estados del Sur de los EE. UU., era profundamente conservador y de mayoría blanca. Utilizaba el miedo racial. Atacando la corrupción (real o presunta) de los gobiernos republicanos del período de la Reconstrucción, se hicieron con el poder de los gobiernos de los Estados del sur en la década de 1870. Los dominaron durante casi 100 años, principalmente como resultado de la privación al voto a la mayoría de los negros a través de los estatutos y constituciones. En 1956, la resistencia del sur fue a la sentencia de la Corte Suprema en el caso Brown v. Board of Education que resultó en una resolución conocida como el Manifiesto del Sur. Fue leído en el Registro del Congreso y apoyado por 96 congresistas y senadores del sur, todos excepto dos demócratas del sur.

### La vida de los afroestadounidenses

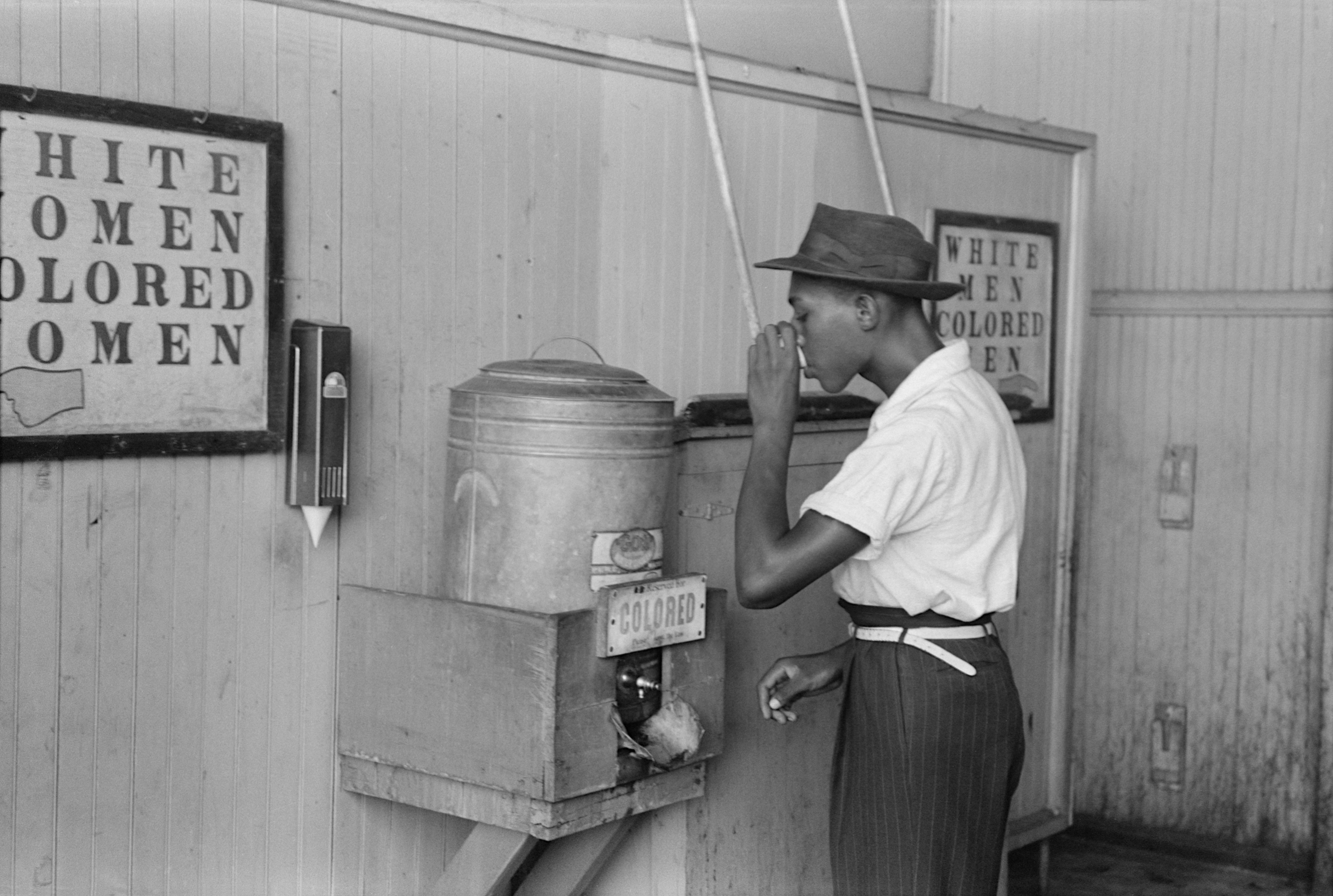
Afroestadounidense bebiendo de una fuente asignada a personas de color a mediados del.

Las leyes Jim Crow fueron un factor importante en la Gran Migración durante la primera parte del siglo XX. Debido a que las oportunidades fueron tan limitadas en el sur, los afroestadounidenses se trasladaron en gran número a ciudades del norte en busca de una mejor vida.
Mientras que artistas, músicos y figuras literarias afroestadounidenses habían logrado ser aceptados en el mundo de la cultura y el arte de los estadounidenses blancos desde 1890, los atletas afroestadounidenses se enfrentaron a obstáculos en cada paso. Hacia 1900, la oposición blanca a los boxeadores, jugadores de béisbol, los atletas de pista y jugadores de baloncesto afroestadounidenses los mantuvo segregados y limitados en lo que podían hacer. Pero no se pudo negar su destreza y habilidades en todos los equipos y eventos deportivos de afroestadounidenses. El cambio en las convenciones sociales y el ejemplo de figuras como Jackie Robinson, el primero que consiguió entrar en un equipo de béisbol profesional compuesto íntegramente por blancos en 1947, ayudó a reducir las barreras. La participación de los afroestadounidenses en todos los deportes principales comenzó a aumentar rápidamente en la década de 1950 y 1960.

### Influencia sobre el Nacionalsocialismo
Las leyes Jim Crow fueron en muchos aspectos un modelo para las leyes de Núremberg, de la legislación alemana contra los judíos, que se adoptaron en el Congreso del Partido Nazi en 1935.